# Angiolo Mazzoni
Pour les articles homonymes, voir Mazzoni.
Angiolo Mazzoni (né le 21 mai 1894 à Bologne et mort le 28 septembre 1979 à Rome) fut un des plus importants et prolifiques des architectes italiens dans les années 1920 et 1930. Mazzoni dessina des monuments publics durant cette période, parmi lesquels des bureaux de poste et des gares,. Il rejoignit le Mouvement futuriste dans les années 1930 et fut l'un des coauteurs du Manifeste de l'architecture aérienne (avec Filippo Tommaso Marinetti et Mino Somenzi),.

## Style
D'une culture profondément ancrée dans l'Éclectisme du XIXe siècle, il ne fut jamais formellement associé à aucun mouvement moderniste italien. Il eut cependant de puissants liens avec la seconda maniera futuriste et avec l'École de Vienne de Josef Hoffmann et Otto Wagner, tout en conservant un véritable penchant pour le Classicisme. Toutes ses œuvres témoignent d'une approche stylistique qui a oscillé entre un classicisme ouvertement solennel contrastant avec un modernisme enthousiaste. Sa maîtrise de la composition, entre les pleins et les vides, la lumière et l'ombre, les surfaces et les matériaux, était à chaque fois conçue, pensée, poétisée de façon originale faisant preuve d'une érudition et d'une puissante et entière conviction. Après l'avoir ignoré pendant de longues années, la critique architecturale commence à réenvisager son héritage et s'accorde à reconnaître en lui l'un des architectes italiens les plus remarquables de la période moderne.
En politique Mazzoni savait certainement être opportuniste. Il doit beaucoup de ses grandes réussites et de son influence à ses relations avec le régime fasciste. Il joua un rôle décisif dans l'utilisation de l'architecture pour asseoir une image positive du fascisme à travers l'Italie en étant l'architecte en chef du ministre des communications et aussi celui des chemins de fer d'État – deux secteurs-clefs des programmes fascistes de modernisation.
Après la chute du fascisme, il s'exile à Bogota en Colombie en 1948. Il rentre en Italie en 1963, s'établit à Rome jusqu'à sa mort après avoir abandonné la profession.

## Images

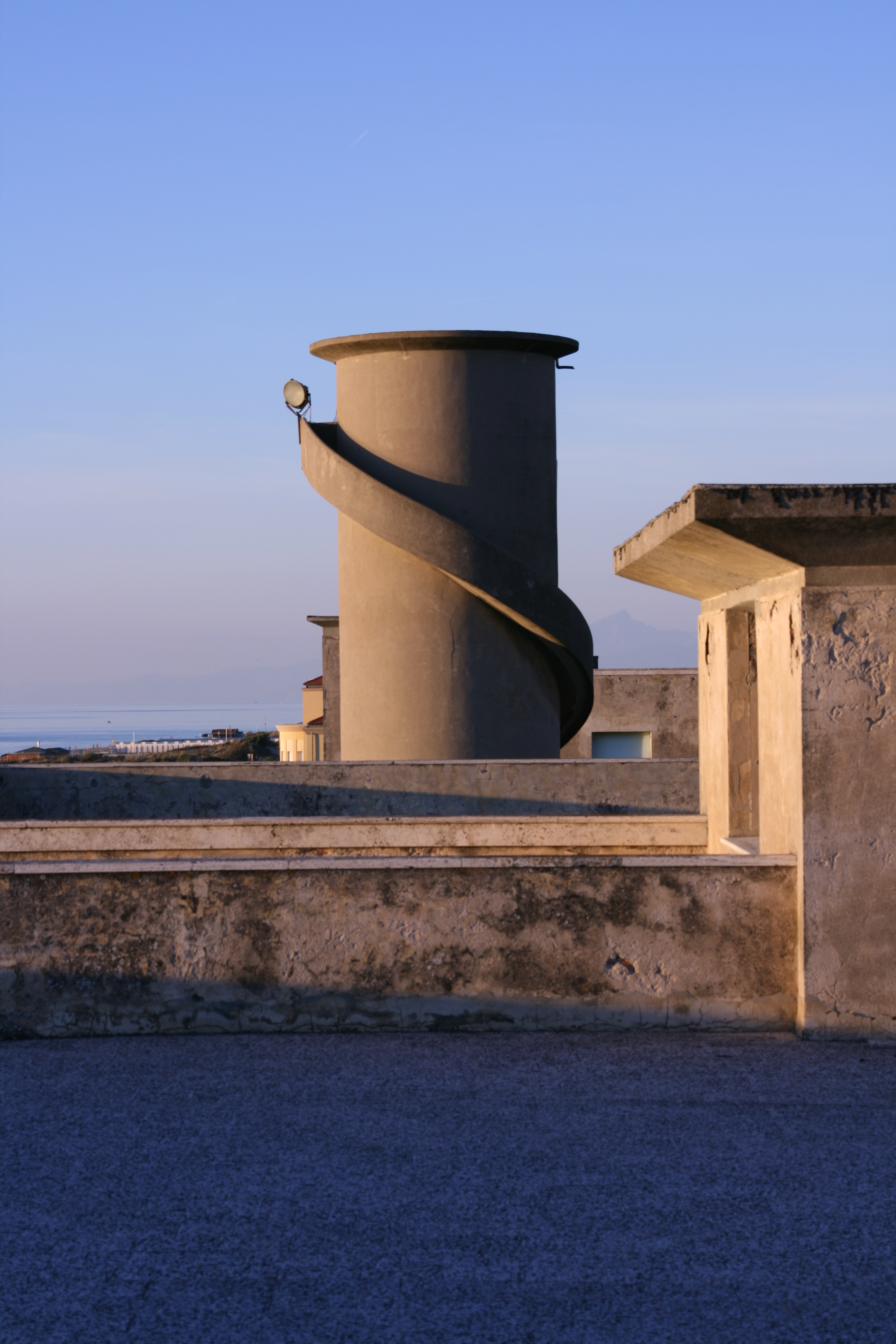
Tour d'eau de la Colonie Rosa Maltoni Mussolini,  Calambrone.
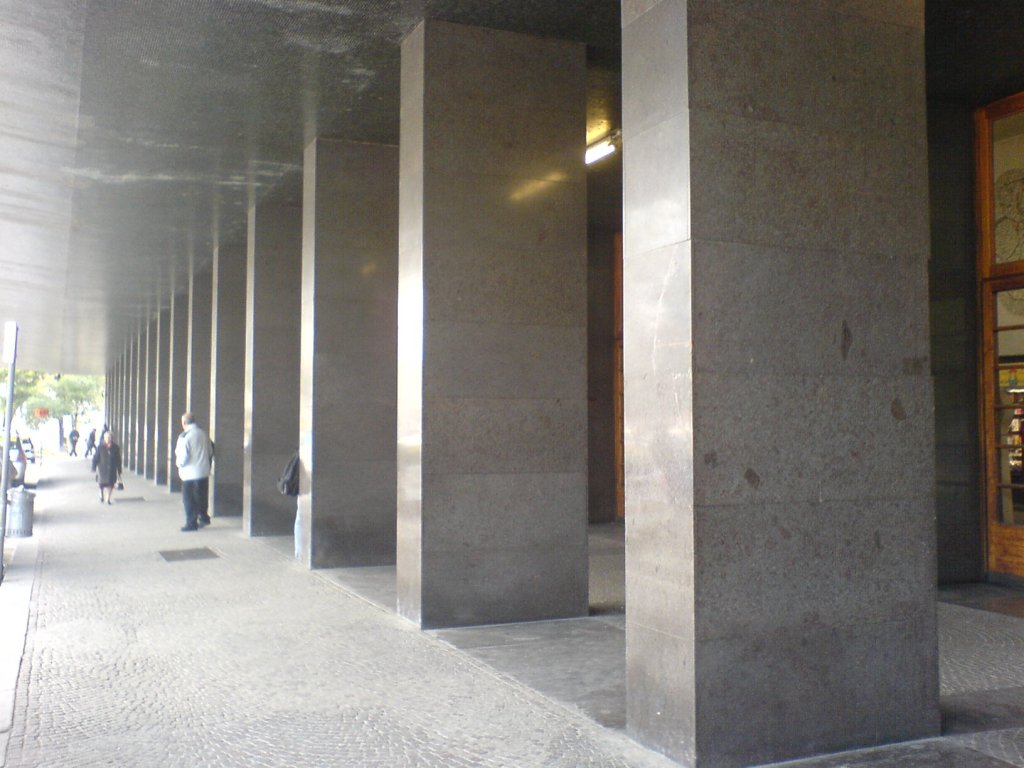
Gare de Trente, colonnade